# 9971 Ishihara
9971 Ishihara là một tiểu hành tinh vành đai chính. It orbits the Sun once every 3.22 năm.
Được phát hiện ngày 16 tháng 4 năm 1993 bởi K. Endate và K. Watanabe Tên chỉ định của nó là 1993 HS. It was later renamed Ishihara after Takahiro Ishihara, a former president thuộc Hiroshima Astronomical Society.